# Bitwa o Irpień
Bitwa o Irpień – bitwa podczas inwazji Rosji na Ukrainę stoczona w lutym i marcu 2022 roku o kontrolę nad miastem Irpień. Bitwa była częścią dużej ofensywny Sił Zbrojnych Federacji Rosyjskiej mającej na celu okrążenie stolicy Ukrainy – Kijowa.

## Preludium
25 lutego wojska rosyjskie podeszły do przedmieść Hostomla oraz znajdującego się w pobliżu miasta lotniska Antonowa po częściowym przełamaniu ukraińskiego oporu w Iwankowie. Choć w Hostomlu nadal trwał opór Sił Zbrojnych Ukrainy, wojska rosyjskie zaczęły zbliżać się na południe, aby zdobyć sąsiednie miasta Irpień i Buczę, mając na celu okrążenie Kijowa.

## Bitwa

### Luty
27 lutego, trzy dni po rozpoczęciu działań zbrojnych, siły ukraińskie poinformowały, że wojska rosyjskie prowadzące natarcie na Buczę wdarły się do niej i kierują się do Irpienia. Na przedmieściach miasta doszło do serii potyczek pancernych, a w mieście rozgorzały walki pomiędzy ukraińskimi wojskami operacyjnymi i obroną terytorialną a wojskami rosyjskimi. Siły ukraińskie zniszczyły most łączący Buczę i Irpień, aby spowolnić rosyjskie natarcie na stolicę.
28 lutego doradca prezydenta Ukrainy Wołodymyra Zełeńskiego, Ołeksij Arestowycz, poinformował o ataku sił rosyjskich na drogę M06 przebiegającą w pobliżu miasta. Atak został odparty, a strona ukraińska informowała o około 200 zniszczonych lub uszkodzonych pojazdach wroga.

### Marzec
Przez pierwszy tydzień marca o kontrolę nad miastem toczyły się ciężkie walki uliczne. 5 marca władze Ukrainy rozpoczęły ewakuację ludności cywilnej z miasta.
6 marca wojska rosyjskie zajęły część Irpienia, 23 marca władzę ukraińskie informowały, że pod ich kontrolą znajduje się 80% miasta.
Wojska Federacji Rosyjskiej rozpoczęły wycofywanie z Irpienia 28 marca, jako część generalnego odwrotu po niepowodzeniu w zajęciu Kijowa oraz innych ważnych miast północnej części Ukrainy.